# Bartolomeo Comino
Bartolomeo Comino (Venezia, 1550 – Venezia, 2 dicembre 1627) è stato un funzionario e diplomatico italiano.
Era figlio di Girolamo e Pasqualina Trevisan. Ebbe un fratello, Francesco, come lui impiegato in alcuni incarichi amministrativi, e due sorelle, Lucrezia ed Elisabetta.
I Comino erano una famiglia cittadinesca di lontana origine greca un cui ramo aveva in passato goduto, seppur per brevissimo tempo (dal 1474 al 1489), del titolo patrizio. In quel periodo, tuttavia, la famiglia non godeva di un particolare benessere, potendo giovare solo delle modestissime rendite derivate da alcuni affitti a Venezia e a Chioggia e da qualche terreno nel Padovano.
Il Comino seguì la tradizione di famiglia ed entrò nell'amministrazione pubblica in giovane età. Durante la guerra di Cipro fu alle dipendenze del provveditore generale Giacomo Soranzo, passando quindi al servizio del fratello di lui, Giovanni, ambasciatore della Serenissima presso la Santa Sede. Il 27 giugno 1571 viene nominato straordinario di Cancelleria, distinguendosi per la sua alacre attività anche durante la peste del 1576. Alla fine del 1577 diventa ordinario di Cancelleria, mentre nel 1578-1581 è segretario di Giovanni Correr, ambasciatore a Roma. Dal 21 gennaio 1585 è segretario del Pregadi e nel biennio 1586-1588 è ancora a Roma al seguito dell'ambasciatore Giovanni Gritti.
Vista l'esperienza da lui accumulata, il 5 novembre 1588 viene lui stesso nominato dal Senato ambasciatore a Napoli. Tra i vari compiti, spicca quello di superare gli ostacoli relativi all'esportazione di granaglie e all'arruolamento di soldati a favore della Repubblica e di rivendicare le merci recuperate da alcuni mercantili veneziani naufragati.
Il Comino invia dei dispacci assai precisi e dettagliati, descrivendo minuziosamente i contrasti tra il nunzio apostolico e il viceré, il reclutamento delle milizie da parte dell'esercito spagnolo, l'attività dei cantieri navali per potenziare la flotta di Pietro di Toledo, i danni delle incursioni turche e dei corsari, dell'andamento dei raccolti e dei problemi finanziari del governo. Non mancano note sulle difficoltà sociali di una Napoli afflitta dalla sovrappopolazione, con una popolazione poverissima che minaccia la rivolta e l'accrescersi della delinquenza.
Motivo di grave imbarazzo fu il caso del bandito Marco Sciarra che era riuscito a sfuggire alle autorità riparando in Dalmazia, dominio di San Marco; le proteste napoletane si fecero ancor più indignate quando emerse che Sciarra e la sua banda erano riusciti ad attraversare l'Adriatico proprio grazie a delle navi venete e che, una volta raggiunta l'altra sponda, erano stati arruolati nella milizia della Serenissima per combattere gli Uscocchi. Al Comino non restò che ribadire più volte la buonafede della Repubblica, sottolineando come essa avesse in fin dei conti liberato il regno da una banda di criminali. Certo dovette tirare un sospiro di sollievo quando il 7 aprile 1593 la testa dello Sciarra fu fatta recapitare al viceré.
Alla metà del 1594 Comino tornò a Venezia dove fu nominato segretario del Collegio dei Savi. Nel 1601 era ancora segretario di un ambasciatore a Roma, Marco Venier. Forte degli apprezzamenti di quest'ultimo, alla fine di quello stesso anno chiese e ottenne dal Senato un vitalizio di quindici ducati mensili.
Il 2 giugno 1605 divenne segretario del Consiglio dei dieci in sostituzione di Bonifacio Antelmi che era stato nominato cancellier grande. Nel 1610 lui stesso comparve in una rosa di candidati per questa carica, ma non venne eletto. Nel 1620 fu temporaneamente segretario del Pregadi, per poi tornare alla segreteria dei Dieci l'anno successivo.